# MVP de las Finales de la Conferencia Oeste de la NBA
El MVP de las Finales de la Conferencia Oeste de la NBA o el Trofeo Earvin "Magic" Johnson (The Earvin "Magic" Johnson Trophy) es un premio anual otorgado por la NBA al jugador más destacado de las Finales de la Conferencia Oeste. Entregado desde 2022, habitualmente se concede al jugador más destacado del equipo vencedor y lleva el nombre de la leyenda de los Lakers: Magic Johnson.
El trofeo levanta una bola de plata de ley, similar a los trofeos de los campeones de conferencia.
El primer ganador del trofeo fue el estadounidense Stephen Curry de los Golden State Warriors.

## Ganadores

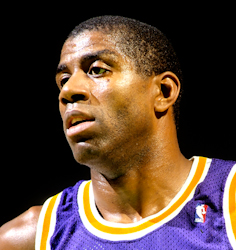
El trofeo lleva el nombre de Magic Johnson.

|             | Jugador en activo en la NBA                                         |
|             | Elegido en el Basketball Hall of Fame                               |
| Jugador (#) | Indica las veces que el jugador ha sido galardonado con este premio |

| Año  | Jugador                 | Nacionalidad   | Equipo                | Ref.  |
| ---- | ----------------------- | -------------- | --------------------- | ----- |
| 2022 | Stephen Curry           | Estados Unidos | Golden State Warriors | [ 2 ] |
| 2023 | Nikola Jokić            | Serbia         | Denver Nuggets        | [ 3 ] |
| 2024 | Luka Dončić             | Eslovenia      | Dallas Mavericks      | [ 4 ] |
| 2025 | Shai Gilgeous-Alexander | Canadá         | Oklahoma City Thunder | [ 5 ] |